# Chalara bicolor
Chalara bicolor är en svampart som beskrevs av S. Hughes 1974. Chalara bicolor ingår i släktet Chalara, divisionen sporsäcksvampar och riket svampar.   Inga underarter finns listade i Catalogue of Life.